# Hypocenomyce scalaris

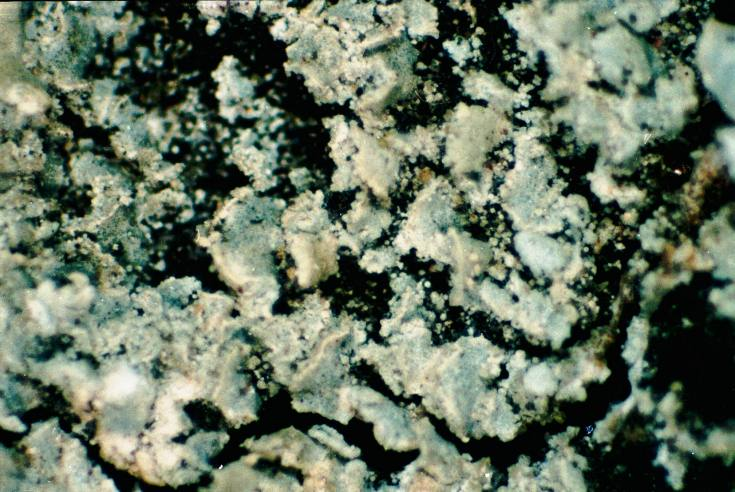

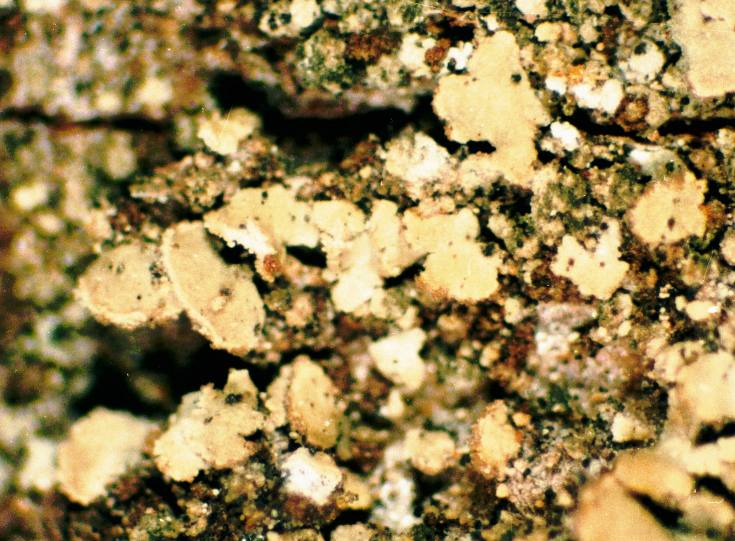

A Hypocenomyce scalaris a zuzmók egyik faja.

## Elterjedése
A Hypocenomyce scalaris az európai északi fenyvesektől a Földközi-tenger környéki hegyvidékekig elterjedt. A levegőszennyeződés e faj fejlődésére kedvezően hat.

## Megjelenése
A telepet kérges-pikkelyes, fehéresszürke vagy zöldesszürke, vese alakú, felemelkedő, szélükön csipkézett és összefolyó szorédium-foltocskákkal borított, mintegy 2 milliméteres pikkelyek alkotják. Ez a faj igen jól alkalmazható tesztnöényként annak kimutatására, hogy a hipokloridoldat még elegendő aktív klórt tartalmaze. Apotéciumokat ritkán képez, ezek 2 milliméter szélesek; korongjuk fénytelen fekete, tartósan szegélyezett. A spórák egysejtűek, hosszú ellipszoid alakúak, méretük 11-12x2.5-3.5.

## Életmódja
A Hypocenomyce scalaris különösen idős tűlevelű fák kérgén és fatestén él, de lomblevelű fákon is megtalálható; fenyők és nyírek tövi részein telepszik meg. Meszes talajú területeken is meghonosodik.